# Тарбаево (Ивановская область)
 Тарбаево — деревня в Ивановском районе Ивановской области. Входит в состав Богданихского сельского поселения.

## География
Находится в центральной части Ивановской области на расстоянии приблизительно 9 км на юго-восток по прямой от вокзала станции Иваново на левобережье речки Уводь.

## История
В 1859 году здесь (тогда деревня Шуйского уезда Владимирской губернии) было учтено 22 двора, в 1902 — 10.

## Население
Постоянное население составляло 56 человек (1859 год), 45 (1902), 14 в 2002 году (русские 100 %), 15 в 2010.